# Curtis Stevens
Curtis Stevens, né le 1er juin 1898 à Lake Placid et mort le 15 mai 1979 à Saranac Lake, est un bobeur américain ayant concouru pendant les années 1930.
Il gagne la médaille d'or en bob à deux aux Jeux olympiques d'hiver de 1932, à Lake Placid aux États-Unis avec son frère Hubert.

## Palmarès
- Champion olympique du bob à deux aux Jeux olympiques d'hiver de 1932 à Lake Placid ( États-Unis)